# Distrito electoral 6 (condado de Hamilton, Nebraska)
El distrito electoral 6 (en inglés: Precinct 6) es un distrito electoral ubicado en el condado de Hamilton en el estado estadounidense de Nebraska. En el Censo de 2010 tenía una población de 1006 habitantes y una densidad poblacional de 5,89 personas por km².

## Geografía
El distrito electoral 6 se encuentra ubicado en las coordenadas 40°54′51″N 98°2′37″O / 40.91417, -98.04361. Según la Oficina del Censo de los Estados Unidos, el distrito electoral 6 tiene una superficie total de 170.75 km², de la cual 170.32 km² corresponden a tierra firme y (0.25%) 0.43 km² es agua.

## Demografía
Según el censo de 2010, había 1006 personas residiendo en el distrito electoral 6. La densidad de población era de 5,89 hab./km². De los 1006 habitantes, el distrito electoral 6 estaba compuesto por el 99.3% blancos, el 0.4% eran de otras razas y el 0.3% pertenecían a dos o más razas. Del total de la población el 1.09% eran hispanos o latinos de cualquier raza.